# A Murder at the End of the World
A Murder at the End of the World (englisch für ‚Ein Mord am Ende der Welt‘) ist eine US-amerikanische Miniserie, die von Brit Marling und Zal Batmanglij entwickelt wurde. Das Psychothrillerdrama ist ihr zweites gemeinsames Fernsehprojekt nach The OA. Die Serie wurde zunächst für den 29. August 2023 angekündigt. Wegen des Streiks der Schauspieler und Drehbuchautoren in den USA wurde der weltweite Start auf den 14. November verschoben. Die internationalen Ausstrahlungsrechte erwarb Disney+.

## Handlung
Darby Hart ist eine Schriftstellerin, die sich mit der Aufklärung ungelöster Mordfälle an Frauen beschäftigt. In ihrem True-Crime-Krimi The Silver Doe berichtet sie über ihre Ermittlungen in Fällen von Frauenmorden in den USA, die sie mit ihrem ehemaligen Partner Bill anstellte. Eine Lesung ihres Buches in einer Buchhandlung weckt das Interesse des Tech-Milliardärs Andy Ronson, der sie zu einem Retreat mit acht weiteren Teilnehmern nach Island einlädt.

## Besetzung und Synchronisation
Die Synchronisation entstand nach einem Dialogbuch von Martin C. Jelonek. Die Dialogregie führte Paul Kaiser.
| Hauptfigur      | Darsteller        | Deutscher Sprecher |
| --------------- | ----------------- | ------------------ |
| Darby Hart      | Emma Corrin       | Magdalena Höfner   |
| Lee Anderson    | Brit Marling      | Lydia Morgenstern  |
| Bill Farrah     | Harris Dickinson  | Henning Nöhren     |
| Sian Cruz       | Alice Braga       | Lara Trautmann     |
| Lu Mei          | Joan Chen         | Silvia Mißbach     |
| David           | Raúl Esparza      | Thomas Schmuckert  |
| Martin Mitchell | Jermaine Fowler   | Kaze Uzumaki       |
| Oliver          | Ryan J. Haddad    | Konrad Bösherz     |
| Ziba            | Pegah Ferydoni    | Pegah Ferydoni     |
| Rohan           | Javed Khan        | Johannes Berenz    |
| Todd Andrews    | Louis Cancelmi    | Jaron Löwenberg    |
| Ray             | Edoardo Ballerini | Tobias Nath        |
| Andy Ronson     | Clive Owen        | Tom Vogt           |
| Marius          | Christopher Gurr  | Tim Moeseritz      |
| Eva Andrews     | Britian Seibert   | Franziska Endres   |

## Episodenliste
| Nr. | Deutscher Titel       | Originaltitel             | Regie          | Drehbuch                                                              | Premiere US/DE |
| --- | --------------------- | ------------------------- | -------------- | --------------------------------------------------------------------- | -------------- |
| 1   | Willkommen in Island  | Chapter 1: Homme Fatal    | Brit Marling   | Brit Marling & Zal Batmanglij                                         | 14. Nov. 2023  |
| 2   | Spurensuche           | Chapter 2: The Silver Doe | Zal Batmanglij | Brit Marling & Zal Batmanglij und Melanie Marnich & Rebecca Roanhorse | 14. Nov. 2023  |
| 3   | Überlebende           | Chapter 3: Survivors      | Zal Batmanglij | Brit Marling & Zal Batmanglij und Melanie Marnich                     | 21. Nov. 2023  |
| 4   | (Familien)geheimnisse | Chapter 4: Family Secrets | Zal Batmanglij | Brit Marling & Zal Batmanglij                                         | 28. Nov. 2023  |
| 5   | Der Anruf             | Chapter 5: Crypt          | Zal Batmanglij | Brit Marling & Zal Batmanglij                                         | 5. Dez. 2023   |
| 6   | Das letzte Kapitel    | Chapter 6: Crime Seen     | Brit Marling   | Brit Marling & Zal Batmanglij                                         | 12. Dez. 2023  |
| 7   | Nur ein Spiel         | Chapter 7: Retreat        | Zal Batmanglij | Brit Marling & Zal Batmanglij                                         | 19. Dez. 2023  |